# بطولة زغرب للتنس
بطولة زغرب للتنس هي بطولة تلعب على الأراضي الصلبة , وتندرج تحت قائمة بطولات رابطة محترفي كرة المضرب ال250 نقطة. تقام البطولة في مدينة زغرب في كرواتيا كل عام.